# Laurana (Schiff)
Die Laurana ist ein 1992 in Dienst gestelltes Fährschiff der italienischen Reederei Siremar. Sie steht seit 2005 für ihren jetzigen Betreiber auf verschiedenen Routen im Einsatz.

## Geschichte
Die Laurana entstand unter der Baunummer 5908 in der Werft von Fincantieri in Palermo und lief am 15. Februar 1992 vom Stapel. Nach ihrer Ablieferung an die Adriatica di Navigazione am 26. September 1992 nahm sie im selben Monat den Fährdienst von Brindisi nach Korfu, Igoumenitsa und Patras auf. Ihre drei Jahre älteren Schwesterschiffe sind bzw. waren die Palladio (2016 abgewrackt) und die Sansovino.
In ihrer späteren Dienstzeit bei Adriatica lief die Laurana auch Häfen in Kroatien und Albanien sowie weitere griechische Häfen an. Im November 2004 wurde sie an die Reederei Siremar verchartert und 2005 zunächst auf die Route von Milazzo zu den Liparischen Inseln verlegt. 2016 ging das Schiff in den Besitz von Caronte & Tourist über, die es weiter durch deren Tochtergesellschaft Siremar bereedern ließen.
Die Laurana steht für Siremar auf wechselnden Routen im Einsatz. So lief sie in der Vergangenheit unter anderem Lampedusa oder Neapel an. Aktuell verbindet sie seit November 2024 die Häfen von Trapani und Pantelleria, wo sie die ältere und kleinere Fähre Paolo Veronese ersetzte.